# Колтубанка
Колтуба́нка (рос. Колтубанка) — село у складі Бузулуцького району Оренбурзької області, Росія.

## Населення
Населення — 677 осіб (2010; 708 у 2002).
Національний склад (станом на 2002 рік):
- росіяни — 89 %